# Tjurholmen, Esbo
För andra betydelser, se Tjurholmen (olika betydelser).
Tjurholmen är en ö i Finland.   Den ligger i kommunen Esbo i den ekonomiska regionen  Helsingfors  och landskapet Nyland, i den södra delen av landet, 20 km väster om huvudstaden Helsingfors.